# Pengeskabelse
Pengeskabelse er den proces hvorunder penge, forstået som et samfunds betalingsmidler, frembringes og dermed øger pengemængden. Både centralbanker og private banker skaber penge.
I moderne økonomier som den danske udgøres ca. 5% af samfundets pengemængde af kontanter (mønter og pengesedler), og de er skabt af centralbanken (som Danmarks Nationalbank). De resterende ca. 95% af pengemængden udgøres af kontopenge, indeståender på bankkonti, der jo fungerer som penge, bl.a. når man køber varer via sin netbank.
Hvor kommer kontopenge fra oprindeligt? Den britiske centralbank, Bank of England, forklarer: "Disse indskud skabes for det meste af de private banker selv." "Når en bank yder et lån, skaber den samtidig et dertil svarende indskud på lånerens bankkonto, hvorved nye penge skabes." Pengemængden i en moderne økonomi er et dynamisk system, hvor penge hele tiden skabes, når private banker yder lån til deres kunder, og penge bestandigt trækkes ud af pengemængden igen (dvs. tilintetgøres), når lånene afdrages.

## Termen
Pengeskabelse gled tilsyneladende ud af det økonomiske fagsprog i Danmark de sidste årtier af 1900-tallet. Nationalbanken ophørte i 1990'erne med at forsøge at styre omfanget af den indenlandske pengeskabelse. Termen anvendes i Den Store Danske Encyklopædi, hvor pengeskabelse anføres at være et af Danmarks Nationalbanks ansvarsområder, hvilket var den klassiske opfattelse blandt centralbanker. Termen synes på vej ind igen, med ca. 3800 hits på Google pr. 11.10.2015, måske inspireret af den hyppigere brug på engelsk (money creation), tysk (Geldschöpfung) og fransk (création monétaire). Det bagvedliggende fænomen beskrives også med andre udtryk, bl.a. likviditetsskabelse og kreditgivning samt, når centralbanker gør det, bl.a. (penge)markedsoperationer, kvantitativ lempelse og, uformelt, "trykke penge".

## Centrale begreber

### Penge
Penge kan defineres og opdeles i undertyper på mange måder, men for nærværende kan de forstås som omsætnings- eller betalingsmidler med gyldighed for et samfund. De omfatter kontanter (sedler og mønter) og kontopenge. Kontopenge er privatpersoners og virksomheders indeståender på bankkonti, der jo er penge, fordi de kan bruges til at gennemføre betalinger med, bl.a. via dankort, netbank og Betalingsservice.
Som penge anvendte man tidligere genstande, der havde værdi i sig selv (fx salt, guld og, under 2. verdenskrig, cigaretter), såkaldte varepenge. I dag er penge imidlertid uden værdi i sig selv -- men de repræsenterer ressourcer, der har værdi. Som pengeteoretikeren Michael Kumhof udtrykker det: "Selv om der kræves penge for at købe og sælge reelle ressourcer uden for banksystemet, er de ikke selv en fysisk ressource, og kan skabes praktisk taget omkostningsfrit." Således kaldes moderne penge (bl.a. mønter, pengesedler og kontopenge) også repræsentative penge (modsat varepenge).

### Pengemængde
Mængden af penge i et samfund er endelig og kan opgøres, og det er en dynamisk størrelse. Ligesom en befolkning, der udvides med fødsler og reduceres med dødsfald, varierer pengemængden fra det ene opgørelsestidspunkt til det næste (månedligt, se Danmarks Statistik). Hvis centralbanken i en periode fx trykker flere nye pengesedler end den destruerer gamle, forøges pengemængden, og omvendt.
Der findes en række mål for mængden af penge i et samfund, der omfatter flere og flere typer penge, startende med M0 (der normalt omtales som pengebasen) og op til M4. I nærværende sammenhæng er den relevante størrelse M1, summen af kontanter og indestående på anfordringskonti, dvs. kontopenge på almindelige lønkonti m.v. Historisk, dvs. betragtet over årtier, er et samfunds pengemængde næsten altid steget, ligesom indkomster og produktionsværdi i samfundet i det hele taget løbende er vokset som følge af realvækst og inflation. I Danmark var M1 i 1991 således ca. 208 mia. kr., mens den 22 år senere, i 2013, var godt firedoblet til ca. 880 mia. kr. Kontanternes andel steg fra ca. 22 mia. kr. til ca. 55 mia. kr. Resten af stigningen, ca. 639 mia. kr., er foregået i kontopenge.

### Pengeskabelse
Pengeskabelse er et udtryk for den just nævnte forøgelse af pengemængden. Ser vi på de to komponenter af M1, har pengeskabelsen fra 1990 til 2013 således være på ca. 33 mia. kr. i kontanter (forestået af Nationalbanken) og 639 mia. kr. i kontopenge (tilvejebragt af de banker, hvor disse konti befinder sig: de danske pengeinstitutter, dvs. banker, sparekasser og andelskasser).

## Centralbankers pengeskabelse
I ethvert samfund kan statsmagten udstede sine egne betalingsmidler, dvs. skabe de penge, som samfundets borgere og virksomheder bruger til handel og som skatter kræves betalt med. Historisk set har penge- og bankvæsen dog ofte været en borgerlig ekspertise, ikke en kongelig (når bortses fra prægning af mønter, "kongens mønt", af sølv eller guld). Op gennem middelalderen og til moderne tid 
har konger og fyrster i Europa haft meget lidt kontrol over samfundsøkonomien. Dette skyldtes at herskerne ikke forstod pengenes væsen og derfor ikke indså, at de kunne udstede papirpenge. De mente i stedet, at penge nødvendigvis måtte udgøres af guld eller andre ædelmetaller. Problemet var, at det under sådanne vilkår er umuligt for en statsmagt at styre pengemængden og fordele ressourcer.
I stedet for at udstede egne betalingsmidler lånte kongerne penge til hoffets forbrug og krigsførelse fra handelshuse og banker. Da långivning ofte har haft pengeskabende virkning, er det privilegium at udstede samfundets penge ofte kommet til at ligge hos private banker, ikke statsmagten. Dette forhold ændredes ikke væsentligt ved demokratiets indførelse i Europa i 1800-tallet; her overtog parlamenter og centralbanker på statens vegne i vid udstrækning rollen som låner af betalingsmidler fra private banker (bortset fra kontanter, som centralbankerne efterhånden fik eneret på at fremstille).
Således tilvejebringer en moderne stat ofte nye penge ved at bede private banker skabe dem gennem bogføring. Som kvittering modtager den pågældende bank et papir (siden 1980'erne: en elektronisk kontrakt), en såkaldt statsobligation, hvorved staten lover at betale beløbet tilbage med renter. Vurderer markedet (dvs. de potentielle købere af statsobligationer, heriblandt bankerne), at staten har orden i sine finanser, kan den slippe med en lav rente, måske 1%; i modsat fald, måske 5-7% (som i visse sydeuropæiske lande efter finanskrisen 2008). Optager en stat stadig flere sådanne lån til at dække budgetunderskud med, oparbejder den efterhånden stor gæld, såkaldt statsgæld. En betragtelig del af statens indtægter (fra skatter, afgifter osv.) vil da gå til afdrag og renter på lån og kan altså ikke anvendes til statslige udgiftsposter som velfærdsydelser og forsvar.
Også borgere og andre ikke-bank-aktører kan købe statsobligationer. Hertil skal de dog benytte sig af allerede eksisterende penge, mens bankerne altså ved simpel bogføring skaber nye penge, når de køber værdipapirer som fx statsobligationer.

## Tre teorier om private bankers rolle i pengeskabelsen
I økonomisk litteratur finder man tre forskellige teorier om bankernes rolle i pengeskabelsen:
1. Banken er kun formidler af penge mellem långiver og låntager. Se Formidler af penge, nedenfor.
2. En kæde af lån øger den samlede pengemængde. Se Brøkdelsreserveprincippet, nedenfor.
3. Bankernes udlån sætter nye elektroniske penge i cirkulation. Se herunder.

Teori 1 og 2 er stadig fremherskende i de fleste lærebøger, selv om nyere forskning peger på teori 3 som den der beskriver virkeligheden bedst. Teori 3 har været kendt længe men har været glemt, eller måske endda fortiet, i mange år. Efter finanskrisen i 2008 er der kommet fornyet fokus på den tredje teori som en del af forklaringen på den voldsomt stigende gæld i samfundet. Denne artikel vil især fokusere på den tredje teori som den der stemmer bedst med de faktiske observationer.

## Private bankers udlån sætter nye penge i cirkulation
At private banker skaber penge gennem udlåning til kunder betragtes af en række bankhistorikere og finanseksperter som definerende for bankvirksomhed som sådan (hvilket adskiller banker fra bl.a. pengeudlånere og investeringsforeninger, der kun kan udlåne penge, der allerede forefindes og befinder sig i udlånernes besiddelse). Den folkelige forståelse af en bank som en instans, der formidler penge fra indskydere til investorer, erstattes hermed af den såkaldte "udlån-først"-forklaring, således benævnt i kontrast til den folkelige "indskud-først"-forklaring. "Udlån-først"-forklaringen betoner private bankers ret og evne til at skabe nye penge gennem selve udlånsprocessen, idet optagelse af et lån i en bank næsten altid medfører at det lånte beløb godskrives på låntagers indlånskonto. Danmarks Nationalbank forklarer processen således: 
"Som bankvæsnet er indrettet, vil det ofte være sådan, at udlån skaber indlån. Når en bank yder et lån til en husholdning eller en virksomhed, vil provenuet fra lånet i første omgang blive krediteret låntagerens bankkonto. Et udlån vil derfor ofte i første omgang blive modsvaret af et tilsvarende indlån og dermed af en stigning i pengemængden."
Mervyn King, den tidligere direktør for den britiske nationalbank Bank of England siger det enklere: "Når banker yder lån til deres kunder, skaber de penge ved at godskrive deres kunders konti." Altså: Pengene overføres ikke fra en anden konto i banken til låntagers konto; de krediteres eller godskrives blot kontoen.

### Penge skabes gennem bogføring
Denne pengeskabelse sker ved, at bankrådgiveren på sin computer anvender dertil indrettet software, hvor han indtaster lånets størrelse, løbetid, renter osv. efter aftale med låntageren. Et lånedokument printes og underskrives af låntager, hvorpå et tastetryk fra bankrådgiveren medfører, at det lånte beløb dukker op på låntagers indlånskonto. Hermed optræder det som et passiv for banken; det er penge, banken skylder låntager. Der oprettes samtidig en udlånskonto for låntager, hvor det lånte beløb optræder som et aktiv for banken, nemlig dét tilsvarende beløb, som låntager skylder banken. Bankens regnskab stemmer hermed, alt er foregået efter reglerne. Banken har forlænget sin balance, som det hedder, med det udlånte beløb, uden i første omgang at skulle til lommen. Da samfundets pengemængde omfatter summen af indeståender på alle indlånskonti, er pengemængden altså steget med det udlånte beløb; penge er blevet skabt "ex nihilo," "ud af den blå luft."
Bemærk at saldi på udlånskonti ikke tilsvarende fratrækkes pengemængden, men adderes til en samlet gældspost for samfundet. Heraf udtrykket "penge er gæld". Alle nye kontopenge skabes ved udlåning og bogføres derfor som gæld til den udlånende bank, hvortil de skal afdrages med renter. Når en borger vil afdrage på sit banklån, overfører hun penge fra sin indlånskonto til den udlånskonto, hvor lånet er anført. Hun bruger beløbet "...til at indfri egen bankgæld. Derved reduceres pengemængden igen."

### Clearingens rolle
Nationalbanken skriver: "Lån optages ofte med henblik på at betale for en vare, en tjenesteydelse eller et investeringsgode. Det vil typisk indebære, at beløbet overføres til en konto, der tilhører en anden husholdning eller virksomhed.". Låntager har fx optaget lånet for at købe en andelslejlighed, og hun beder da sin bank overføre det bevilgede beløb til lejlighedens sælger. Låntagers bank lægger beløbet ind sammen med de typisk tusindvis af andre betalinger (via dankort, netbank osv.), som andre af bankens kunder ønsker foretaget samme dag. Banker i en moderne økonomi er forbundet i et betalings- og afviklingssystem (der i Danmark ejes af Finansrådet med Nets som operatør), hvor betalinger dagligt sammentælles og modregnes bankerne imellem i en fælles pulje, før de afvikles. 
Da de mange betalinger ofte næsten udligner hinanden - de cleares - er det kun marginaler i puljen, der skal justeres op og ned i denne såkaldte sumclearing (som Nationalbanken nyligt har suppleret med intradagclearingen og straksclearingen).

### Grænser for pengeskabelsen
Til at gennemføre den daglige afvikling af betalinger, herunder brug af udlånte/nyskabte penge, behøver bankerne kun stille med småprocenter af de involverede beløb i likvide midler, dvs. i en størrelsesorden der overstiges af de sikkerhedskrav, som tilsynsmyndighederne stiller (bl.a. generelle likviditetskrav, individuelt fastsatte solvenskrav svarende til 8-13% af en banks samlede udlån, plus tilsynsdiamentens fem krav).
En bank skal altså opfylde temmelig mange krav, herunder i første omgang kvalificere sig til overhovedet at få en banklicens, før den kan skabe penge ud af "ingenting", eller rettere: før den kan skabe penge uden at stille med det udlånte beløb først. En bank har dog samtidig en række forskellige muligheder for at øge sin fortjeneste eller markedsandel gennem forøget udlåning, dvs. pengeskabelse. Har den brug for likvide midler til at dække sin udlånsvirksomhed, kan den skaffe penge ("funde sig") på interbankmarkedet (de andre banker), centralbanken (der normalt imødekommer forretningsbankernes likviditetsønsker, blandt andet for at forhindre, at der opstår generel mistillid til bankernes betalingsevner) eller det internationale pengemarked, hvor banken kan låne til lavere renter end den rente, banken kræver af sin låntager. Bankerne kan dog ikke tilsammen skabe flere penge, end der er efterspørgsel efter fra husholdninger og virksomheder. Denne efterspørgsel påvirkes bl.a. af centralbankernes generelle pengepolitik, der dermed indirekte kan begrænse pengeskabelsen.

## Historie
Pengeskabelsens historie kan inddeles i tre dele. De to første er velkendte: møntprægning og seddeludstedelse; den tredje er ikke: forøgelse af kontopenge via bankudlån og clearing.

### Møntprægning
Da mønter ofte er gjort af metaller, optræder de hyppigt arkæologisk, i modsætning til sedler og kontopenge. Mønters oprindelse og brug er velbeskrevne, og måske ligefrem overvurderede (Graeber, 2011, s. 21f). Man skelner mellem mønter fremstillet af ædelmetaller (oftest guld eller sølv) (også kaldet hovedmønt eller specie) og mønter fremstillet af uædle metaller, fx kobber, nikkel eller zink (ofte kaldet skillemønt, dvs. mønter, hvori hovedmønten deles eller skilles).
Ældre historier nævner ofte mønter som det første, der opstod, hvorefter pengesedler blev indført. Til sidst kom handelshuse og banker, hvor kunder oprettede konti ved at indbetale hovedmønt eller pengesedler. Nyere forskning har ændret noget på denne rækkefølge. For ca. 5000 år siden regnedes der i Mesopotamien med kontopenge i templerne, hvis embedsmænd holdt rede på skatteindbetalinger og gæld vha. bogføring. Mønter kendes først fra 7 årh. fvt., og de antages især at være blevet fremstillet, hvor (især romerske) hære på ekspedition langt hjemmefra har skulle skaffe forsyninger via medbragt sølv eller guld, præget som mønter.

### Seddeludstedelse
Hvor sedler i dag opfattes som kontanter på linje med mønter, var de oprindeligt noget ganske andet. De blev indført som en fordring (et krav) på hovedmønten (af ædelmetal), dvs. som et let producérbart symbol på eller repræsentation af en bagvedliggende (guld)ressource. Når en kunde anmodede en seddeludstedende bank om et lån, blev beløbet udbetalt i sedler, som banken selv havde trykt med eget navn og logo, og som skulle kunne indløses i mønt eller guld, hvis kunden ønskede det. Heraf forestillingen om "reserver": Banken kunne udstede så og så mange sedler, dvs. "ekstra" penge, så længe den havde reserver i "rigtige" penge, dvs. hovedmønten, typisk sølv eller guld, der i nyere tid ikke opbevaredes som mønter, men i form af barrer. Denne guldindløselighed bestod i forskellige lande frem til omkring 1930, for dollarens vedkommende internationalt helt til 1971, da Nixon "gik fra guldet" efter et stormløb fra bl.a. Frankrigs side.
Èn historisk interessant kilde til udstedelse af sedler som fordringer på guld var guldsmedene i London i slutningen af 1600-tallet. De udskrev kvitteringer for det guld, byens velhavende borgere lod opbevare hos dem. Disse kvitteringer begyndte at cirkulere som penge, og guldsmedene fandt på at udstede dem uden dækning i deponeret guld. "En eller anden opfindsom guldsmed fik den epokegørende ide at give kvitteringssedler ikke bare til dem, som kom med guld, men også til dem, som kom for at låne det, og grundlagde dermed moderne bankvæsen."
Efter denne opfattelse er en banks særkende netop udstedelsen af mange fordringer på få ressourcer eller reserver (guld). Cirkulerer disse fordringer i samfundsøkonomien er de penge; banker skaber dermed penge. Seddeludstedelse var en god forretning for guldsmedene og for andre private banker i 17-1800-tallet. Det var også stærkt inflationært, da en hastigt stigende mængde penge nu stod til rådighed for et kun let forøget antal varer og ydelser - hvis pris derfor stiger.

### Forøgelse af kontopenge
Da den inflationære virkning af private bankers seddeludstedelse i løbet af 1800-tallet gik op for statsmagten i de forskellige lande, fratoges bankerne seddeludstedelsesretten, der overgik til centralbanken. Hvad man ikke fra myndighedernes side var opmærksom på, var, at private banker kunne fortsætte med at skabe den tredje type penge, kontopenge. Banker kunne, som i dag, yde et lån ved at skrive et forhøjet beløb ind på låntagers konto og derefter lade låntager bruge beløbet fra sin konto med check. Når betalingen behandledes i byens clearinghouse, kunne ingen se, at pengene var skabt med et pennestrøg; checken indgik i clearingen sammen med de tusindvis af andre betalinger - som i dag. Herved øgedes pengemængden, forstået som summen af kontoindeståender; penge blev fortsat skabt af banker, som i seddeludstedningens tid.
At kontopenge overhovedet skulle tælles med i den nationale pengemængde blev økonomer først enige om i de første årtier af 1900-tallet. Bankernes bidrag til forøgelsen af staternes pengemængde er fortsat videnskabeligt underbelyst. Den inflation på mange tusinde procent, som de fleste moderne nationers valutaer har gennemløbet over det sidste århundrede, kan formentligt i vid udstrækning tilskrives private bankers pengeskabelse.

## Kritik
Kritikere har anført en række uhensigtsmæssigheder ved de private bankers ret til at skabe penge:

### Penge er gæld
I det nuværende pengesystem stammer alle kontopenge fra et lån, som en borger, virksomhed eller offentlig institution har optaget i en bank. Det vil sige at ca. 95% af pengemængden er født som gæld til en bank. Når låntager afdrager på lånet ved at overføre penge fra sin indskudskonto til sin udlånskonto, fratrækkes beløbet samfundets pengemængde. Ved lånindfrielse formindskes pengemængden altså, ligesom den ved lånoptagelse øges. Et lands betalingsmidler burde ikke bestå af gæld til banker, hævder kritikere, men burde være udstedt som et fælles gode af staten.

### Rentebyrden
Hvis man låner 10.000 kr. af sin nabo, kan han med rimelighed forlange en rente på fx 10%, fordi han som følge af lånet fx ikke kan rejse på ferie og skal kompenseres herfor. Da banker imidlertid ikke udlåner penge, de besidder allerede, men blot godskriver beløbet på låntagers konto og lader clearingen ordne resten, anfører kritikere, at det ikke er rimeligt, at banker kræver renter på de 5-20%, som et lån almindeligvis koster.
Et opslag i en huslånsberegner viser, at et almindeligt 30-årigt boliglån på 2 mio. kr. til en fast forrentning på blot 3% skal tilbagebetales med godt 3 mio. kr., hvoraf altså godt 1 mio. kr. er renter. En ung forældre med en årsløn på 400.000 kr. og knap halvdelen betalt i skat skal således arbejde 4-5 år fuldtids for kreditor (realkreditforeningen, dvs. typisk banken). Fordobles rentesatsen eksempelvis, altså til ikke urealistiske 6% p.a., skal der lægges 8-10 års gratis fuldtidsarbejde for banken.
Rentes renter nævnes som særligt problematisk: Renten betales ikke blot ved lånets optagelse, men årligt derefter på restbeløbet, selv om banken (1) praktisk ingen service yder hvert af de følgende år, (2) ingen afsavn lider ved at have lånt beløbet ud (da det jo ikke er reelt udlånt, men skabt ved tastetryk) og (3) kun løber en minimal risiko, idet boligen er jo stillet som sikkerhed og kan realiseres ved tvangsauktion. Ingen andre private virksomheder i samfundet nyder en sådan eksponentielt stigende, arbejdsfri gevinst.

### Skaber ubetalelig gæld
Når penge skabes i form af et banklån, som forklaret ovenfor, er det kun hovedstolen der skabes. De penge der skal bruges til at betale renter og renters rente er ikke blevet skabt. Der bliver med andre ord skabt mere gæld end penge. I dag er den samlede mængde af gæld i verden to til tre gange så stor som den samlede pengemængde (M2). Derfor er det i praksis umuligt at betale al gæld tilbage. Den matematiske konsekvens er at der vil være skyldnere som ikke kan betale deres gæld, selv om de ikke har gjort noget forkert. Historisk set har ubetalt gæld i mange tilfælde ført til slaveri. I dag er slaveriet formelt afskaffet, men konsekvensen for insolvente skyldnere er enten at de må arbejde hårdt hele livet for at betale af på gælden, eller gå fallit og miste alt hvad de ejer. Det er ikke kun enkeltpersoner og virksomheder der kan gå fallit, men også lande. De fleste lande i Europa har oplevet statsbankerot og nogle lande har oplevet det mange gange. Der kan være mange årsager til at en stat kommer i ubetalelig gæld, men en af årsagerne kan være at en stor del af de penge der cirkulerer i landet er skabt af udenlandske banker, som det f.eks. er tilfældet i dag med Grækenland. Den ubetalelige gæld skaber personlige tragedier, politisk kaos, og et urealistisk krav om økonomisk vækst som fører til overforbrug og rovdrift på jordens ressourcer.

### Banker blæser bobler op i gode tider
Når konjunkturerne er positive, finder banker mange lånansøgere kreditværdige og udlåner dem derfor rigelige beløb, i håbet om fortjeneste og markedsandele. Det øger samfundets pengemængde, hvilket er inflationært og medvirker til at blæse bobler op på forskellige markeder, fx IT-virksomheder op til dot.com-boblen ved årtusindskiftet, boligmarkedet op til finanskrisen 2008 og aktiemarkedet i det meste af 2014. Når tiderne omvendt er dårlige, finder bankerne langt færre kunder kreditværdige og der lånes færre penge ud, bl.a. investeringer og kassekreditter til små og mellemstore virksomheder, som i årene efter 2008 i Danmark.
Bankernes pengeskabelse gennem udlåning kaldes procyklisk eller konjunkturmedløbende: den fremmer gode tider og forværrer dårlige. Et sådant finansielt system er fundamentalt ustabilt, påpeger bl.a. økonomen Hyman Minsky, i modsætning til hvad neoklassiske økonomer hævder. Det burde reformeres, anfører kritikere, således at skabelsen af samfundets betalingsmidler ikke forårsager stadige op- og nedture i økonomien.

### Pengeskabelsens privatisering uden demokratisk beslutning
Hvor templer, handelshuse og banker op gennem historien har ført konti for kunder, har disse institutioner været i stand til at skabe penge ved bogføring, betaling og clearing. I takt med at kontopenge i vestens pengesystemer gennem 1700- til 1900-tallet langsomt erstattede kontanter, kraftigt accelereret af elektroniske kontopenge fra 1970'erne, har bankerne altså stået for en stadig større del af samfundets pengeskabelse. Som fhv. sparekassedirektør Uffe Madsen formulerer det: 
[P]engeudstedelsen... er... hen over årene blevet privatiseret og i dag næsten fuldstændig lagt i hænderne på de private banker. Altså en privatisering, der ikke har været truffet politisk beslutning om, og som borgerne ikke er blevet hørt om. Vel nok den største privatisering, som vores samfund har været igennem, og den er kommet ind af bagdøren – uden at nogen har stillet spørgsmålstegn ved det.".
En kritiker sammenfatter systemet således: “Det kan aldrig give mening, at staten tillader banker at skabe penge og så låner disse penge fra bankerne med renter. Staten kan skabe sine egne penge lige så billigt og effektivt selv – og derpå bruge dem, uden at skulle tilbagebetale dem som gæld med en rentebyrde”

### Pengeskabelsen er ude af kontrol
Givet at de europæiske stater i vid udstrækning har overladt det til bankerne at skabe samfundets penge, kom ønsket om en stabil pengemængde i løbet af 17-1900-tallet til udtryk som et behov for en centralbank, der kunne tøjle de private bankers pengeskabelse. I 1900-tallet mente mange økonomer, at centralbanker kunne kontrollere pengemængden vha. pengebase og reservekrav (se ovenfor). Det viste sig ikke muligt, og centralbanker gik over til at forsøge at gøre det ved rentepolitik (dvs. kontrollere "prisen på penge"). Denne tilgang er de fleste centralbanker nu også gået bort fra, bl.a. fordi renten er blevet så lav, at der ikke er meget tilbage at styre på. Centralbanker har stort set opgive at begrænse pengeskabelsen, indirekte udtrykt bl.a. således fra Danmarks Nationalbank: "Pengemængden har normalt ikke den store bevågenhed i de fleste centralbankers pengepolitiske overvejelser...".
Pengeskabelsen er ude af kontrol i betydningen: Det er ganske op til hver enkelt bank at afgøre, via dens kreditvurdering af lånansøgere, hvor mange penge den vil skabe gennem långivning. I gode tider øger bankerne generelt udlåningen, hvorved de bidrager til at bobler pustes op, evt. til de sprænges. Efter crashet er bankerne forsigtige med at yde den kredit, små og mellemstore virksomheder har brug til at ansætte folk og dermed øge købekraften - samtidig med at husholdningerne spænder livremmen ind og betaler af på deres lån. Begge dele formindsker pengemængden og forværrer krisen yderligere. Større centralbanker har forsøgt sig med deres egen pengeskabelse (kvantitative lempelser), men har ikke haft held med at få disse penge til at trænge igennem til den produktive økonomi: de er i stedet i vid udstrækning blevet anvendt til opkøb af allerede eksisterende ressourcer (aktier og fast ejendom), hvis priser stiger (tilsyneladende paradoksalt) her midt i recessionen efter finanskrisen 2008.

### Kreditmagten er bankernes
Med retten til pengeskabelse følger også retten til at afgøre, hvilke typer økonomisk aktivitet i samfundet skal nyde fremme. En bank har én klar interesse, og det er at låne ud til kreditværdige kunder, dvs. kunder banken vurderer kan og vil afdrage regelmæssigt på lånet til dets indfrielse. Hvad låntager bruger pengene til, er for den fortjenestesorienterede bank kun relevant for så vidt som det påvirker tilbagebetalingsevnen og -viljen. Nogle banker stiller miljømæssige og sociale krav til deres låntagere, eller udelukker lån til våbenproduktion og virksomheder der anvender børnearbejde, eller prioriterer projekter med bæredygtigt produktion - men disse banker er i solidt mindretal. En kritiker fremfører, at private banker udmærket kan tillades at yde kredit, hvis der blot sættes nationale mål:
De grundlæggende principper for en pengepolitik i et samfund med private, kreditskabende banker er ikke vanskelige: Ønsker man at minimere inflation og maksimere realøkonomisk vækst, bør kredit skabes og fordeles primært til produktive formål. Kredit til forbrug og spekulation vil resultere i inflation i forbrugerpriser eller i aktier og fast ejendom og bør derfor undgås.

## Traditionelle teorier om private bankers pengeskabelse

### Brøkdelsreserveprincippet
"Fractional reserve banking" er navnet på en forklaringsmodel, der hævder at banker tilbageholder en vis beskeden brøkdel (fx 10%) af en kundes indskud, før resten videreudlånes til en anden kunde. Indsætter bankkunde A således 10.000 kr. på sin konto, må banken kun låne maksimalt 9000 kr. heraf til kunde B, idet den altså beholder 1000 kr. i "reserver". For de 9000 kr. køber B en vare af C, som får beløbet overført til sin konto i sin bank. C's bank vil gerne sætte de penge i arbejde, men må også kun udlåne 90% af beløbet. Det er 8100 kr., der udlånes til kunde D, og så fremdeles: de oprindelige 10.000 kr. kan ved gentagen udlåning efter dette brøkdelsreserveprincip blive til 100.000 kr. Banksystemet har skabt nye penge, nemlig forskellen på de 90.000 kr.
Forklaringsmodellen spørger ikke om, hvor de første 10.000 kr. kommer fra. Umiddelbart er de fremkommet ved en betaling til A, men i sidste instans kommer de fra en pengeskabelsesproces, der meget vel kan have være et lån fra en bank. Processen bider sig i halen; der er næppe noget "første" indskud.
Forklaringen passer bedre til en ældre økonomi, hvor fx guldsmede opbevarede velhavende medborgeres guld og illegitimt lånte en del af det ud mod betaling, eller udskrev og udlånte depotkvitteringer til brug som "pengesedler". Kom enkelte af depothaverne og krævede deres guld udbetalt, var det hensigtsmæssigt for guldsmeden at have visse reserver, altså guld der ikke var lånt ud. Statsmagten har accepteret guldsmedenes svindel, fordi kreditten (pengene) fremmede handel og produktion, men har pålagt bankerne at have reserver for at forhindre, at et stormløb på banken skulle resultere i konkurser, der spredte sig til andre banker. Aktuelt er der ikke i dansk bankvæsen noget reservekrav, så danske banker opbevarer ikke "reserver" (men nok likviditet og egenkapital, til opfyldelse af hhv. likviditets- og solvenskrav).

#### Kreditmultiplikator
I regnestykket ovenfor kaldes den faktor, som de 10.000 ganges med for at få de 100.000, en multiplikator, og siden vi har med kredit (eller långivning, dvs. pengeskabelse) at gøre, kaldes denne faktor også for kreditmultiplikatoren. I eksemplet er den 10 (= 100%/10%). En pengemultiplikator generelt betegner det forhold, at en sum startpenge ved gentagen brug ganges op og får en langt større virkning på økonomien end det mere beskedne startbeløb. Om denne multiplikatorforestilling kan bruges på de "gentagne" trin i en udlåning af et "startbeløb" er blevet kritiseret, ligesom brøkreservemodellen er blevet det.
Et hovedankepunkt er den ledsagende (nu erkendt fejlagtige) forestilling om, at en centralbank, ved at justere på bankernes reservekrav og således regulere størrelsen af pengebasen (bankernes indskud i centralbanken (deres reserver) + kontanter), kan styre pengemængden i samfundet, fx M1. Hvis kreditmultiplikatoren beskrev et faktisk eksisterende fænomen, ville M1 indskrænkes, når reservekravet øgedes, og omvendt. Man har i seneste årtiers praksis i centralbanker ikke kunnet påvise en sådan klar sammenhæng da bankerne har kunnet øge deres reservekapital på anden måde, og mange centralbanker opererer da heller ikke mere med reservekrav (senest gjorde Danmark i en kortere periode i 1980'erne).

### Formidler af penge
En anden udbredt teori er at bankerne blot optræder som formidlere af penge fra kunder der sparer op til kunder der ønsker at låne. Ifølge denne financial intermediation theory kan banken ikke skabe penge men kun låne de penge ud som andre kunder har indsat eller som findes i bankens reserver. Mange lærebøger fremfører denne teori selvom den er i modstrid med det ovennævnte brøkdelsreserveprincip.